# El enamorado
El enamorado o Vuelve Martín Corona, es una película de comedia y wéstern mexicana de 1952, escrita y dirigida por Miguel Zacarías, y protagonizada por Pedro Infante, Sara Montiel y Eulalio González "Piporro". Es la secuela de la película del mismo año, Ahí viene Martín Corona.

## Argumento
Martín, ya retirado de su oficio de héroe debido a su matrimonio con Rosario, debe volver a las andanzas para ayudar a una amiga de unos asaltantes.

## Reparto
- Pedro Infante como Martín Corona.
- Sara Montiel como Rosario.
- Eulalio González como El Piporro.
- Armando Silvestre como Emeterio.
- Florencio Castelló como Serafín Delgado.
- José Pulido como Diego.
- Irma Dorantes como Gloria.
- Armando Sáenz como Tomás.
- Ángel Infante como Nacho.
- Guillermo Calles como Cuervo.
- Fanny Schiller como Anfitriona de fiesta.
- Julio Ahuet
- Salvador Quiroz
- José Alfredo Jiménez
- Blanca Marroquín
- Armando Velasco
- Antonio R. Frausto como Doctor.
- Marcela Zacarías
- Antonio Bribiesca
- Elisa Zacarías
- Emilio Garibay como Villano (no acreditado).
- Ana María Hernández como Invitada a fiesta (no acreditada).
- Ignacio Peón como Invitado a fiesta (no acreditado).
- María Luisa Smith como Pueblerina (no acreditada).